# Пам'ятки Візантії (Ермітаж)
Пам'ятки Візантії (Ермітаж) — музейна колекція історичних та мистецьких пам'яток Візантійської імперії в Ермітажі.

## Спільна віра. Культурні зв'язки

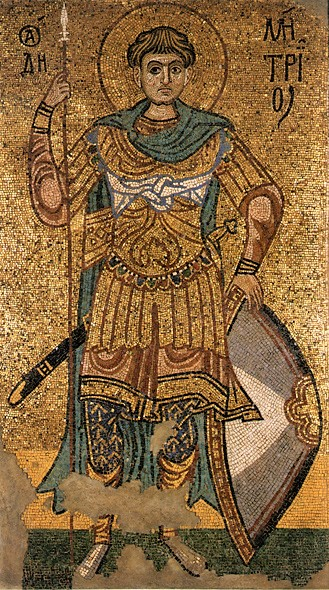
Мозаїка з Св. Дмитрієм Солунським, (колись Михайлівський Золотоверхий собор). Нині — Третьяковська галерея, Москва.

Західну Європу, Давньоруську державу з центром у Києві та Візантію об'єднує передусім спільність релігії. Розкол церкви не торкнувся основи християнства, хоч є свої відмінності:
- богословські — католицька церква дотримується догмата про те, що Святий Дух виходить від Отця і від Сина, а православна — тільки від Бога-Отця;
- православ'я відкидає віру в чистилище й інш.; культові — католицтво забороняло переклад Біблії, богослужіння велося на латині
- обітницю безшлюбності давали всі католицькі священики (що запобігало переходу церковного майна у власність священства та їх родин), а в православ'ї використовувалися національні мови, приходські священики мали родину, а парафія збільшувала майно церкви та священиків. В Російській імперії священик отримував платню як державний чиновник.
- На відміну від католиків Риму, православній церкві ніколи не належала політична влада. Патріарх Константинопольський по відношенню до імператора займав підлегле положення. Загалом же в Візантії, як і в Західній Європі, християнство набуло всеосяжний характеру: стало і філософією, і основою мистецтва, і моральною доктриною.
- Православ'я не наслідувало західноєвропейську систему освіти (університети). Її запозичення відбулося надто пізно і зі світських джерел.

По запровадженню християнства склалися тісні релігійні і культурні стосунки між Давньоруською державою та Візантією. На первісному етапі у Київ були запрошені візантійські майстри для створення храмів — священики, архітектори, будівники, іконописці, художники по створенню мозаїк та фресок. Іноземці-греки роками працювали в новій батьківщині і осідали тут назавжди. Схожі форми мали і перші християнські храми Візантії та давньоруських центрів (єдиний план візантійського храму Дере-Агзи та собор Спаса Преображення в місті Чернігів тощо).
Накопиченню пам'яток візантійської культури сприяли і дипломатичні, і торговельні зв'язки, вивіз товарів на Україну-Русь (срібні вироби, коштовні візантійські тканини, ікони, посуд), і емігранти-греки. Пам'ятки візантійської культури розійшлися світом і зберігаються як у російських чи українських музеях (Російський музей, Петербург, Третьяковська галерея, Москва, Національний музей мистецтв імені Богдана та Варвари Ханенків, Київ, музеї Одеси, Севастополя), так і в закордонних музеях Німеччини, Іспанії, Італії, Франції, США.

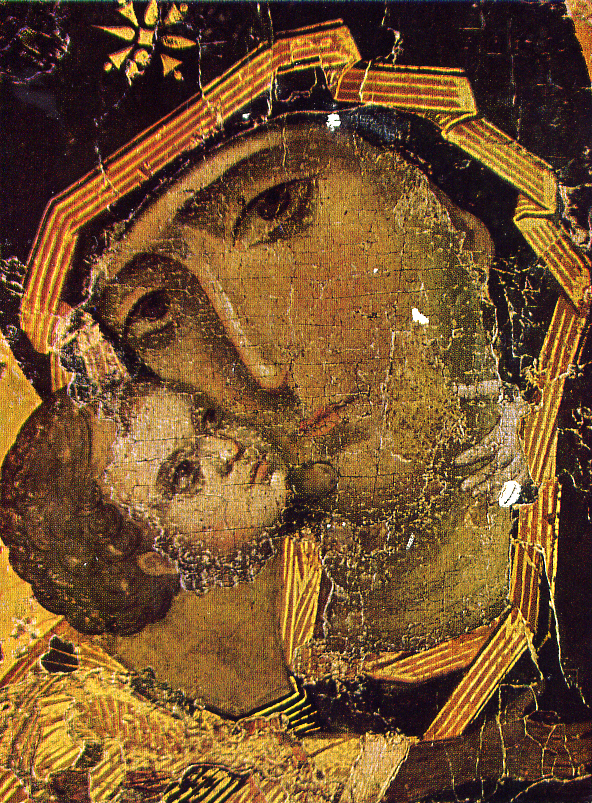
Вишгородська Богоматір (Володимирівська), Третьяковська галерея
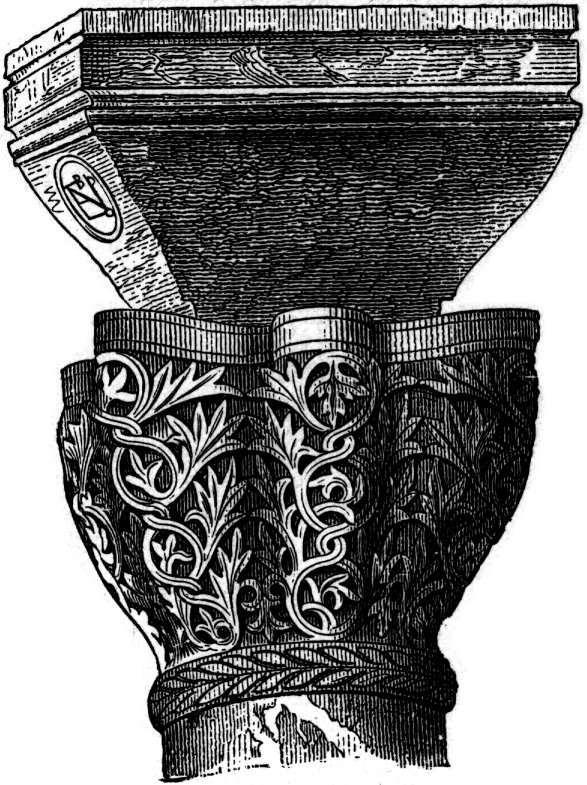
Візантійська капітель, малюнок 1889 р.
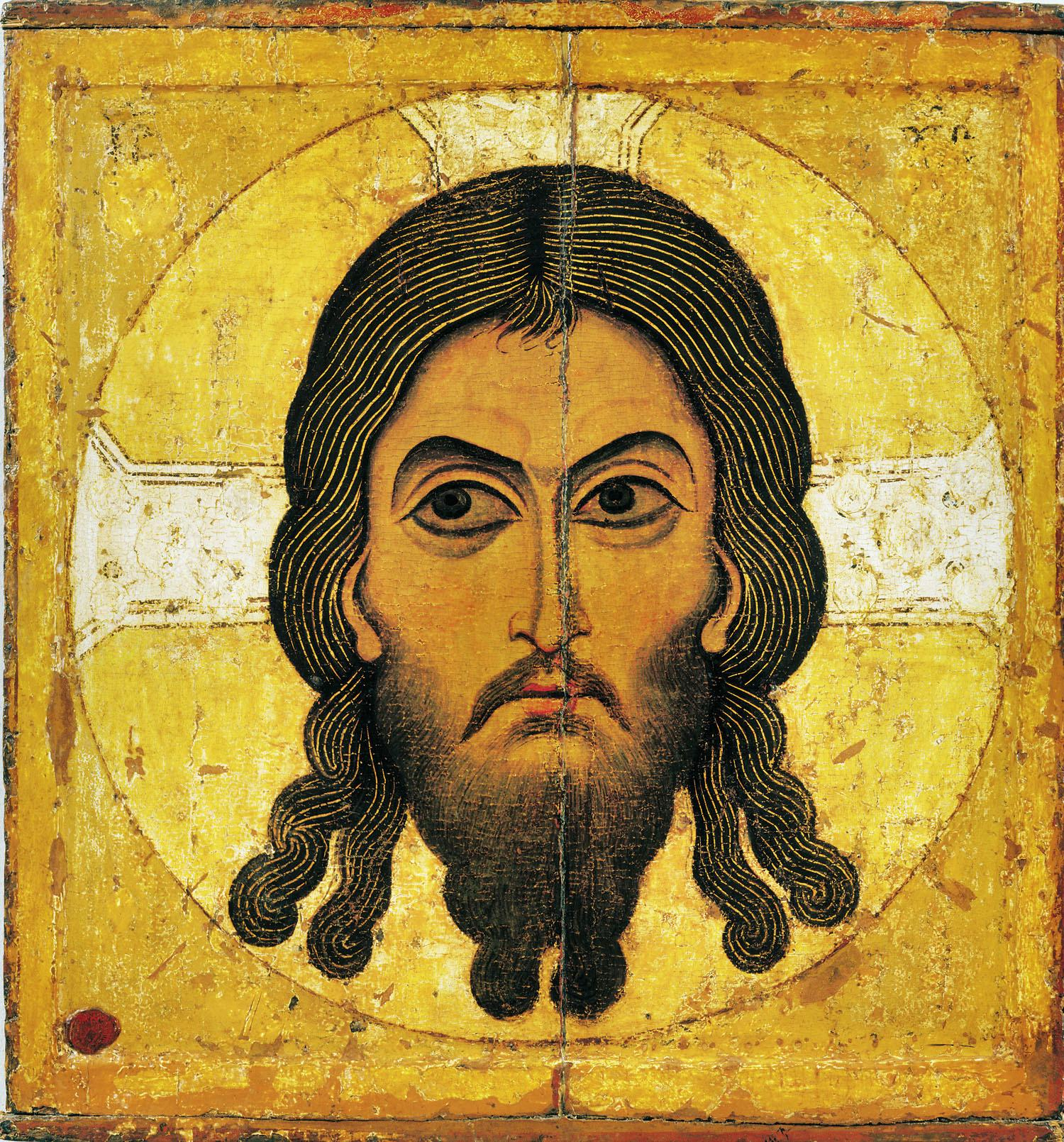
Спас Яре Око, 12 ст., Третьяковська галерея
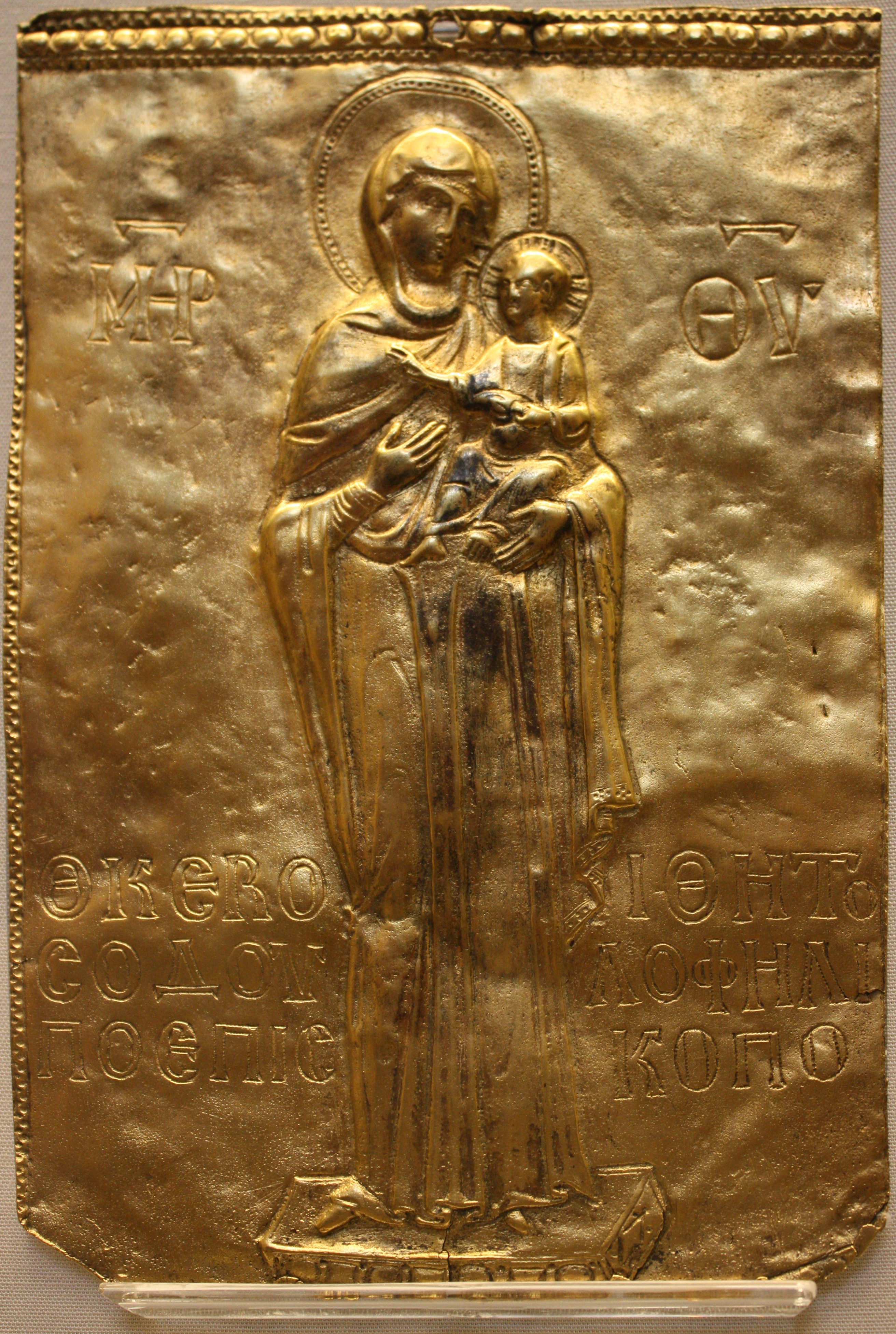
Богородиця, золота панель, Музей Вікторії й Альберта

## Історія формування колекції
Цілеспрямоване колекціонування пам'яток візантійської культури почалося в 19 столітті, коли в моду увійшло колекціонування середньовічних пам'яток. Надзвичайно коштовною була колекція артефактів середньовіччя російського дипломата в Парижі Олександра Базілевського, яку той збирав сорок років. Унікальна збірка була придбана царем для Імператорського Ермітажу в грудні 1884 року. Разом з більшістю пам'яток середньовічних держав Західної Європи колекція дипломата Базілевського мала значну частку пам'яток Візантійської імперії надзвичайної мистецької вартості чи унікального характеру.
Відвоювання земель Північного Причорномор'я дозволило представникам Російської імперії (аматорам — дикунам частіше, науковцям — менше) розпочати хижацькі розкопки античних городищ, перш за все у Севастополі на городищі Херсонес Таврійський. З розкопів у Херсонесі в Ермітаж були вивезені — * середньовічні капітелі візантійських храмів
- візантійський металевий і керамічний посуд
- архітектурні фрагменти
- надгробки
- кераміка, вироби з каменю, бронзи
- мозаїчні підлоги.

Вивіз пам'яток доби візантійського середньовіччя з Херсонесу (незважаючи на його малоприхований грабіжницький характер) цілком сприяв збереженню цих пам'яток від руйнацій чи знищення. Бо на руїнах античного та середньовічного міста працювали печі по випаленню вапна з каменів міських споруд.
Частка пам'яток доби візантійського середньовіччя прийшла у Імператорський Ермітаж з розкопок за кордоном (Археологічний інститут у Стамбулі). В музей прейшли також приватні збірки, в тому числі історика Михайла Погодіна. Корисними для музейної збірки були і експедиції Петра Севастьянова та Василя Георгієвского у монастирі на Афон. Науково вартісну колекцію грецьких, критських, балканських ікон передав у музей Микола Ліхачов.
В перші роки панування більшовицької влади в Державний тепер Ермітаж передали пам'ятки Візантії з розореного Музею барона Штігліца та непрофільні речі з Російського музею. Ермітажники стверджують, що колекція не має робіт з націоналізованих більшовицькою владою храмів у російської православної церкви.

## Видатні зразки колекції
- Ікона «Григорій Чудотворець».

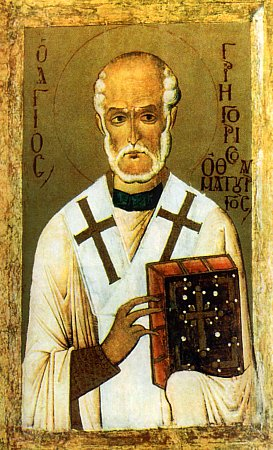
Григорій Чудотворець (Ермітаж)

Саме ікони Візантії пов'язані в уяві широких верств з мистецтвом Візантійської імперії. Колекція візантійських ікон музею невелика і через малу кількість збережених зразків, що дійсли до сучасності, і через розсіяність творів по монастирям, церквам та світовим музеям. Серед візантійських ікон музейної збірки як традиційні зображення на дошках, так і вироби в інших ремісничих техніках — * «Преображення Господнє» (живопис)
- «Святий воїн Федір» (емаль)
- «Чотири святителя» та «Теодор Стратилат» (мозаїка)

Унікальним твором монументального мистецтва 11 — 12 століть є ікона «Григорій Чудотворець» як за збереженістю, так і за мистецькою вартістю.
- - Срібна таріль єпископа Патерна.

Знайдена випадково на теренах України у 1912 році в Полтавській губернії. Хлопчик — пастушок провалився у ямку під ча випасу худоби. Ямка виявилася стародавнім непограбованим похованням. Були проведені розкопки, що дали російським науковцям цілий поховальний комплекс речей різного походження. Речі з поховання збагатили декілька сучасних відділів музею (срібні вироби і посуд — у відділі Візантії, золоті вироби, кінська збруя, холодна зброя — в Особливій коморі, частка речей — у відділі країн Сходу).
Увагу науковців привернуло дещо пошкоджена срібна таріль. Виріб щонайменше двічі перероблений. Первісно — це антична таріль з рослинним візерунком. Споднє донце прикрашене чотирма тавро. Точно датувати таріль дозволив напис «Зі стародавнього відновлено поважним архієпископом Патерном. Амінь.» Виріб датовано 491–518 рр., роками правління імператора Анастасія. Внутрішнє денце тарелі прикрашено великою хризмою — монограмою Христа та двома літерами грецької абетки — Альфа та Омега. Це розповсюджені символи християнського Бога, уособлення початку і кінця буття.
- - Диптих кістяний з цирковими сценами.

Серед коштовних виробів костянтинопольських майстрів — різьблені речі зі слонової кістки. Отримали поширення диптихи — пластини з рельєфами, які замовляли відомим майстрам з приводу обрання нового консулу. Новообраний консул надсилав у дарунок подібні пластини вельможам, чим сповіщав їх про власне обрання на посаду. Один бік пластин мав рельєф, зворотній — залишали пласким. Цей бік натирали воском і диптих слугував замінником кишенькової книжки, пристроєм на кшталт маленького довідника. Ермітажна колекція має зразок подібного диптиха з цирковими сценами. Рельєфи створені за єдиним зразком і єдиною композицією, але не заборонялися різні деталі. Ці деталі і відступи від затвердженого зразка довели, що диптих робили два різні ремісники.
В експозиції також — кераміка, ранні зразки візантійської скульптури «Добрий пастир», текстиль, монети і медальєрне мистецтво Візантії, вироби з різьбленого дерева та каменю, бронза тощо.